# 克里斯·莫利斯
克里斯·莫利斯（Chris Morris，1963年12月24日—）生於英國紐奎，是一位前職業球員，司職後衛，先後在蘇格蘭的些路迪、英格蘭的錫周三、米杜士堡打出名堂。此外，莫利斯也跟隨傑克·查爾頓為愛爾蘭打造了一段黃金歲月。

## 球會生涯
1983年，莫利斯在錫周三開展其職業生涯，當時鍚周三處身於舊制的乙組聯賽。1984年，鍚周三成功獲得升班資格。在1983年至1987年間，莫利斯上陣24場次，打進了一個入球。1987年8月10日，莫利斯以12萬5,000英鎊的轉會費轉投些路迪。他在些路迪的首仗便協助球隊以4-0大勝摩頓。在1987年至1992年間，莫利斯也是正選右閘，為些路迪上陣160次，獲得八個入球。1992年8月14日，莫利斯轉投米杜士堡，在接下來的幾個賽季也是正選，球迷也驚嘆於他頂級的防守技術。在1996年至1997年賽季結束後，莫利斯決定退役，在該賽季，米杜士堡是英格蘭足總盃及英格蘭聯賽盃的亞軍，但米杜士堡突然延遲了一場比賽，被罰扣了3分，最終要從英格蘭足球超級聯賽降班。

## 國際生涯
莫利斯在些路迪的表現引起了愛爾蘭主教練傑克·查爾頓的注意。查爾頓致力於盡用賽例，使在愛爾蘭出生的球員能夠代表國家隊。查爾頓遂將約翰·艾德烈治、雷·侯頓等頂級球員召入國家隊，當中包括莫利斯。1987年11月10日，愛爾蘭在蘭斯當路體育館舉行的友誼賽以5-0大勝以色列，首次代表國家隊的莫利斯表現出色。莫利斯在國家隊穿上二號球衣，為愛爾蘭成功爭取進入1988年歐洲國家盃的資格。莫利斯在歐洲國家盃的三場比賽裡都有上陣，當中包括爆冷擊敗英格蘭。在最後一場分組賽，荷蘭的維姆·基夫特在比賽末段攻入一球，使愛爾蘭止步，雖然如此，他們在返回家鄉後還是被冠以英雄的榮譽。愛爾蘭接著出線至1990年世界盃，這是愛爾蘭首次能晉身世界盃，莫利斯在每場比賽都有上陣，他們在意大利首都羅馬舉行的八強賽被意大利的薩爾瓦托雷·史基拉斯（Salvatore Schillaci）的進球攆出局，這是愛爾蘭及莫利斯的巔峰。愛爾愛未能晉身至1992年歐洲國家盃。1992年11月17日，愛爾蘭對威爾士的比賽是莫利斯最後一次代表國家隊上陣。

## 外部連結
- 足球数据库：克里斯·莫利斯的球员统计数据